# Kurt Tong
Kurt Tong est un photographe britannique né en 1977 à Hong Kong.   
Il est lauréat du Prix Élysée en 2021.   

## Biographie
Kurt Tong naît à Hong Kong en 1977. Il part au Royaume-Uni à l’âge de treize ans. Il suit une formation d’aide-soignant à l’Université de Liverpool. En 1999, il a co-fondé Prema Vasam, un foyer pour des enfants handicapés et défavorisés à Chennai, en Inde du Sud, et découvre la photographie. Il devient photographe « à part entière » en 2003 et travaille pour de nombreuses ONG.
Il obtient en 2006 une maîtrise en photographie documentaire du London College of Communication. Il travaille alors sur des projets personnels et « son œuvre se concentre sur l’exploration de ses racines chinoises et sa vision de son pays natal ».
Kurt Tong vit et travaille à Hong Kong.

## Expositions
Liste non exhaustive
- Chinese Cultural Foundation of San Francisco[4]
- Lianzhou Museum of Photography, Chine[4]
- 2010 : Case it Rains in Heaven, Compton Verney, Royaume-Uni[5],[4]
- 2012 : In Case it Rains in Heaven, Circulation (s), Festival de la jeune photographie européenne[2]
- 2013 : Victoria Gallery & Museum of Liverpool[6],[4]
- 2018 : Glace et jade, le rituel du peigne, Rencontres de la photographie d’Arles[1],[4]

## Publications
Liste non exhaustive
- In Case It Rains in Heaven, Kehrer Verlag, 2011
- Kurt Tong, The Queen, The Chairman and I, Kurt Tong, François Cheval, 243 p., Lianzhou Museum of Photography, Dewi Lewis Publishing, 2019
- Combing for Ice and Jade, Jiazazhi Press, 2019
- Dear Frankelin, Kurt Tong, Atelier EXB, 2022

## Prix et récompenses
Liste non exhaustive
- Prix Luis Valtueña de la Photographie Humanitaire Internationale[2]
- Prix de la ville de St. Elpidio pour sa série sur le traitement des enfants handicapés en Inde[2]
- Jerwood Photography Awards[2]
- 2017 : Punctum Award à Lianzhou Foto pour Combing for Ice and Jade
- 2018 : Photo Folio Award aux Rencontres de la photographie d’Arles pour Glace et jade, le rituel du peigne[1]
- 2021 : Prix Élysée son projet Dear Franklin[3]